# Bernard Gheerbrant
Pour les articles homonymes, voir Gheerbrant.
Bernard Gheerbrant est un libraire, éditeur, critique d'art et collectionneur français né le 25 août 1918 à Marseille et mort le 12 août 2010 à Quimper,. Fondateur à Paris (France) de la librairie La Hune, longtemps symbole culturel du quartier de Saint-Germain-des-Prés, il est le frère de l'écrivain Alain Gheerbrant et le père du cinéaste Denis Gheerbrant.

## Biographie
Élève de Gaston Bachelard et fondateur en 1949 de la librairie La Hune dans le quartier Saint-Germain-des-Prés à Paris, Bernard Gheerbrant est un grand amateur de littérature contemporaine, d'Antonin Artaud à André Breton en passant par James Joyce, Henri Michaux ou Tristan Tzara. Également passionné par le domaine de l'image, il collectionne avec son épouse Jacqueline, dans un espace qui est à la fois un lieu d’expositions et de conférences, mais également une maison d’édition de gravures et d’ouvrages spėcialisés, les œuvres d'artistes choisis comme Jean Dubuffet, Pierre Alechinsky, Francis Picabia, Hans Bellmer, Hans Arp, André Masson, James Joyce, Max Ernst ou Marcel Duchamp.
En 1954, il s'associe au graphiste Pierre Faucheux avec lequel il crée le Club des libraires de France (1954-1966) pour lutter contre la concurrence de la vente de livres par correspondance.
À l'occasion de la parution de son ouvrage À la hune, Bernard Gheerbrant est ainsi évoqué :

« […] nous étions tous frappés par l'étendue de sa culture, de sa connaissance du livre à l'échelle internationale. Même des éditeurs d'ouvrages d'art, familiers des foires européennes et américaines, ne pouvaient affronter sa vision d'une édition sans frontière, la précision de son jugement et une mémoire sans faille, entendons cette mémoire sélective qui vous dirige vers l'essentiel vers la recherche sûre des valeurs nouvelles et de leurs racines »

— Philippe Schuwer, éditeur.
Bernard Gheerbrant est le frère de l'écrivain Alain Gheerbrant et le père du cinéaste Denis Gheerbrant.

## Décoration
- Officier de l'ordre des Arts et des Lettres (1987)[6]

## Publications
- À la Hune, histoire d'une librairie-galerie à Saint-Germain-des-Prés, Paris, éd. Adam Biro, Centre Georges-Pompidou, 1988, 200 p.  (ISBN 2-85850-450-4), épuisé. Réédition numérique par les éditions FeniXX ;
- Cécile Reims Graveur, avec Maxime Préaud, Paris, éd. Cercle d'Art, 2000 ;
- Le Club des libraires de France 1953-1966, éd. IMEC, 280 p., 1997 (réédition 2004)  (ISBN 9782908295351).

Bernard Gheerbrant est également l'auteur de nombreuses critiques d'art, préfaces d'ouvrages spécialisés et catalogues d'expositions.